# Gymnophaps
Genre
Gymnophaps est un genre comprenant trois espèces de Carpophages, oiseaux de la famille des Columbidae.

## Liste des espèces
D'après la classification de référence (version 5.1, 2015) du Congrès ornithologique international (ordre phylogénique) :
- Gymnophaps albertisii – Carpophage de d'Albertis
- Gymnophaps mada – Carpophage du Mada
- Gymnophaps stalkeri – Carpophage de Stalker
- Gymnophaps solomonensis – Carpophage des Salomon